# Berend Trip

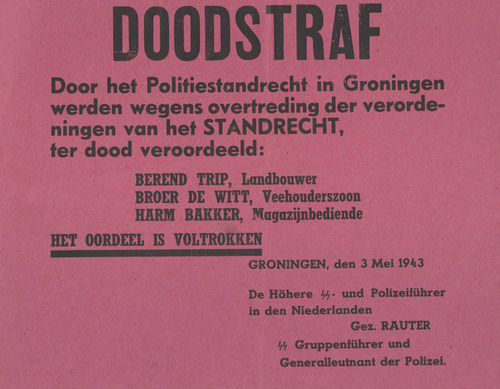
Bekendmaking van de doodstraf uitgevoerd op drie meistakers, waaronder Berend Trip

Berend Trip, bijgenaamd Witte Bé (Bonnerveen, 2 november 1917 – Groningen, 2 mei 1943) was een boer uit Nieuw-Buinen die werd gefusilleerd voor zijn rol in de meistaking van 1943.
In Nieuw-Buinen werd al gestaakt in de glasfabriek, maar de boeren waren te bang om met de staking mee te doen. Dit zinde Berend niet, en op zaterdagavond 30 april organiseert hij een clandestiene bijeenkomst waarop hij oproept tot een algemene staking. Er wordt wel beweerd dat er 400 mensen aanwezig waren, maar dat is waarschijnlijk overdreven - zoveel mensen pasten er niet in de zaal waar hij zijn toespraak hield. De volgende dag werd hij tijdens de kerkdienst geadviseerd onder te duiken, maar hij weigerde. Een lokale NSB'er had de ontmoeting afgeluisterd, en Berend werd gearresteerd. Bij de arrestatie raakte hij gewond.
Berend werd naar het SS-hoofdkwartier in Groningen gevoerd, waar hij tijdens de ondervraging alle verantwoordelijkheid op zich nam. Met succes, alle andere gevangenen uit Nieuw-Buinen werden korte tijd later vrijgelaten, maar Berend zelf werd ter dood veroordeeld. De executie werd de volgende dag uitgevoerd. De SS'ers gingen hierbij hun taak te buiten, en in plaats van hem dood te schieten, werd hij doodgeslagen.
Na de oorlog werd Berends lichaam gevonden in een massagraf in de Appèlbergen, en herbegraven in Nieuw-Buinen.